# Palakkad (Distrikt)
Der Distrikt Palakkad (Malayalam: പാലക്കാട് ജില്ല, früher Palghat) ist ein Distrikt im südindischen Bundesstaat Kerala. Verwaltungssitz ist die namensgebende Stadt Palakkad.

## Geografie

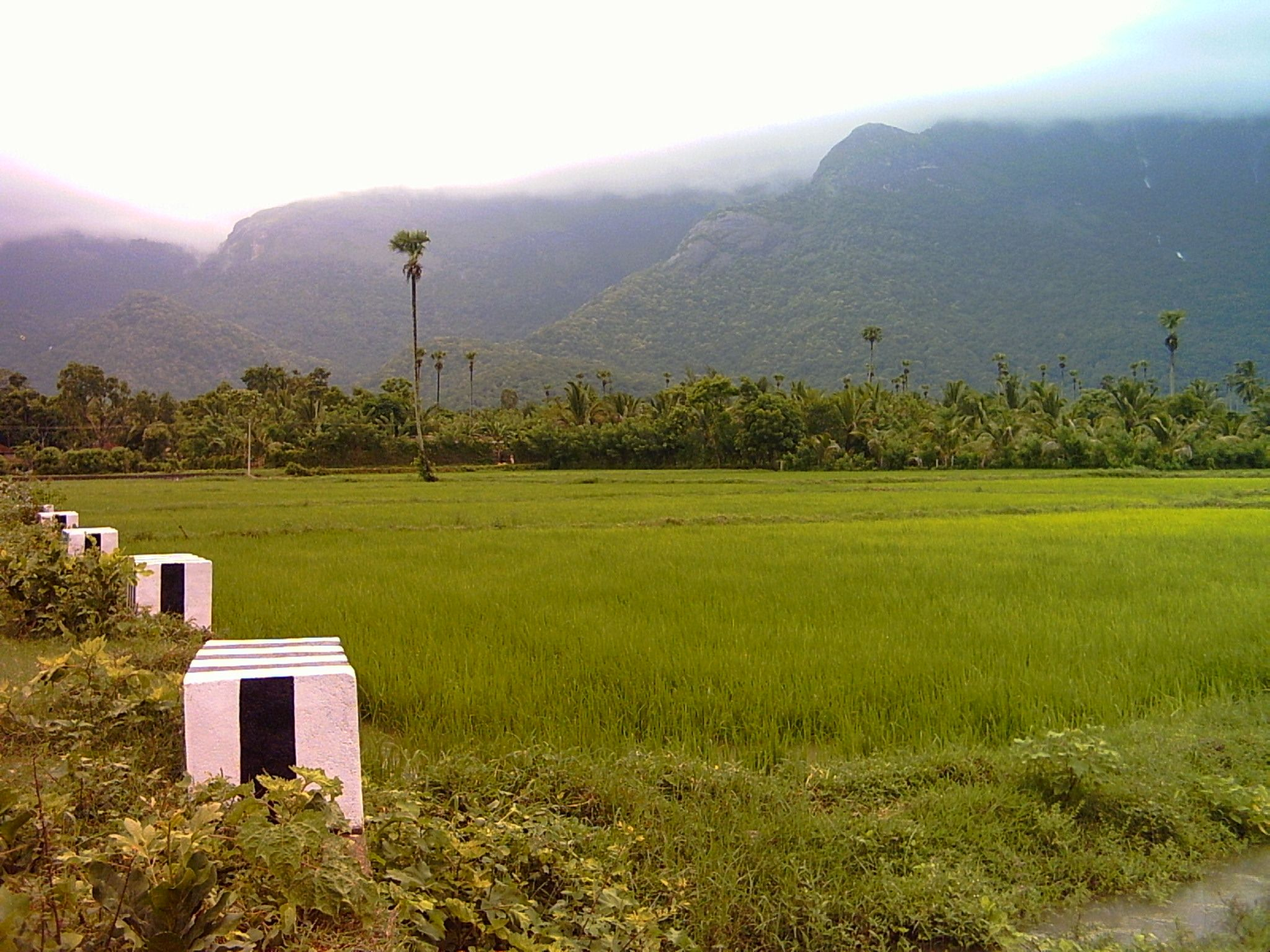
Reisfelder vor dem Hintergrund der Westghats bei Nemmara

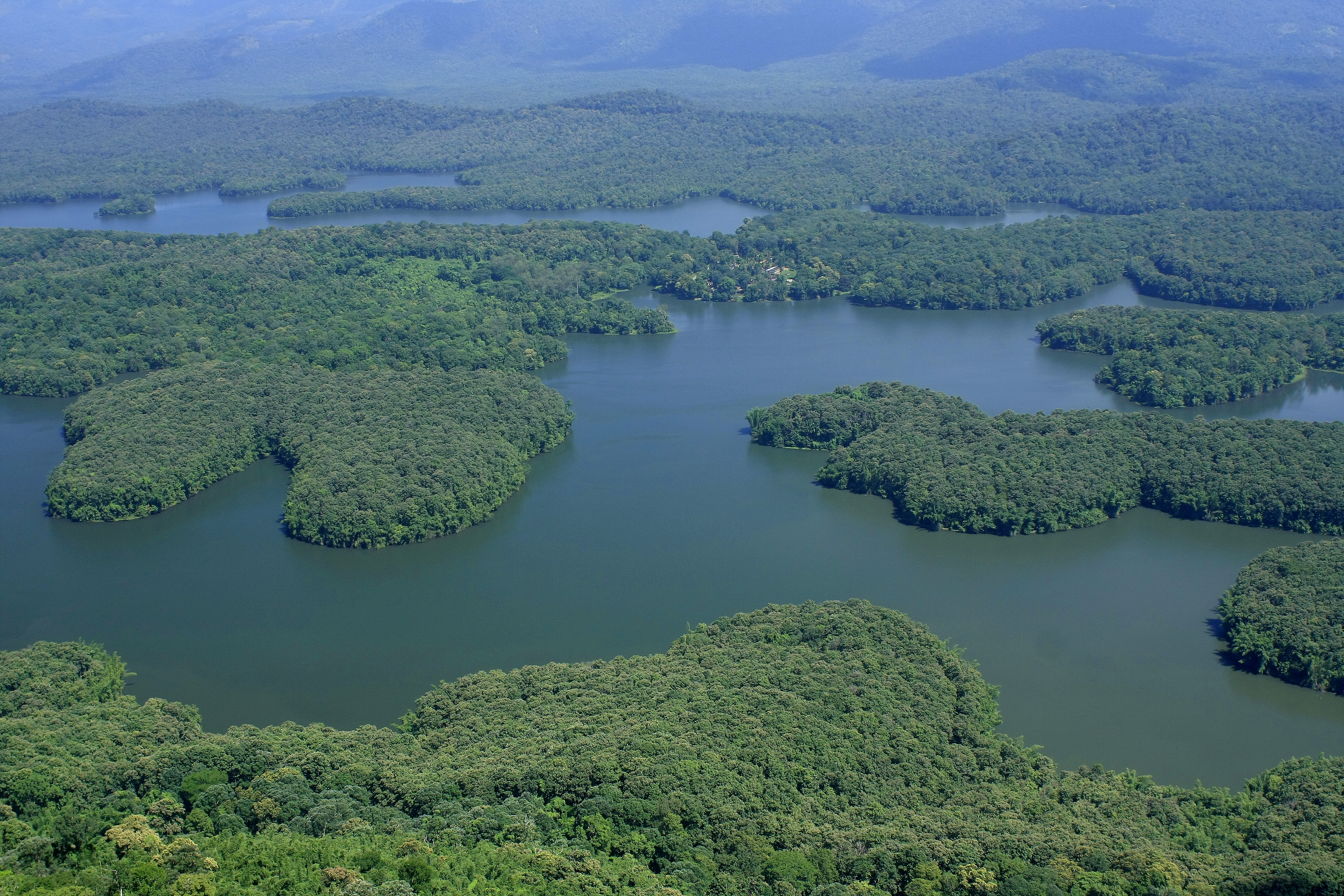
Parambikulam-Wildreservat im Distrikt Palakkad

Der Distrikt Palakkad liegt in Zentralkerala an der Grenze zum Nachbarbundesstaat Tamil Nadu. Mit 4.482 Quadratkilometern ist er der flächengrößte Distrikt Keralas. Der Distrikt Palakkad grenzt an die Distrikte Thrissur im Südwesten und Malappuram im Nordwesten sowie in Tamil Nadu an den Distrikt Nilgiris im Norden und den Distrikt Coimbatore im Osten.
Der Distrikt Palakkad liegt im Binnenland am Fuße der Westghats, welche die natürliche Grenze zwischen Kerala und Tamil Nadu bilden. Zwischen Palakkad und der Stadt Coimbatore in Tamil Nadu ist die Bergkette der Westghats auf einer Strecke von rund 25 Kilometern unterbrochen. Diese sogenannte „Palakkad-Lücke“ (Palghat Gap) ist der einzige Pass zwischen Tamil Nadu und Kerala und stellt daher eine wichtige Verbindung zwischen den beiden Bundesstaaten dar. Der größte Teil des Distriktgebiets ist flach und wird intensiv landwirtschaftlich genutzt. Daher ist der Distrikt Palakkad als „Reisschüssel Keralas“ bekannt. Im Norden und Süden steigt das Terrain zu dicht bewaldeten Ausläufern der Westghats hin an. Im Norden erheben sich die Nilgiri-Bergen, im Süden die Anaimalai-Berge. Der höchste Gipfel im Distriktgebiet ist der 2.383 Meter hohe Anginda. Der Fluss Bharathapuzha fließt von Ost nach West durch den Distrikt Palakkad.
Der Distrikt Palakkad ist in die fünf Taluks Mannarkad, Ottappalam, Palakkad, Alathur und Chittur unterteilt.

## Geschichte

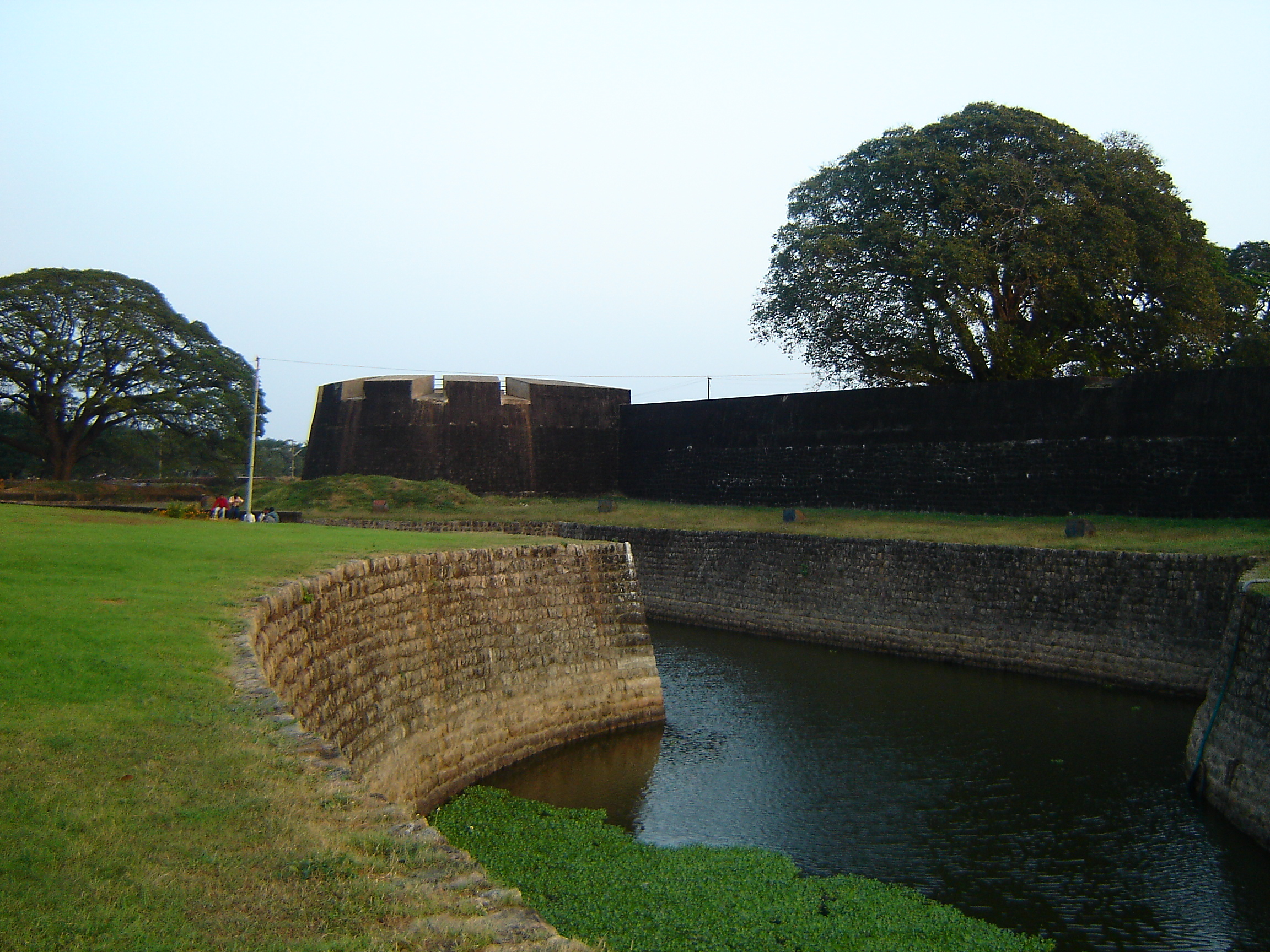
Das Fort Palakkad war im 18. Jahrhundert zwischen Mysore und den Briten umkämpft.

Das Gebiet des heutigen Distrikts Palakkad wurde ursprünglich von lokalen Herrschern kontrolliert, die sich Anfang des 18. Jahrhunderts aus der Tributpflicht gegenüber den Zamorinen von Calicut (Kozhikode) lösten. Als der Herrscher von Palakkad Hyder Ali 1757 um Unterstützung gegen die Zamorine bat und dieser in Palakkad eine Festung errichtete, wurde die Gegend in die Mysore-Kriege zwischen Mysore und den Briten verwickelt. In deren Verlauf wechselte das Fort Palakkad mehrmals den Besitzer, ehe die Briten es 1790 endgültig unter ihre Kontrolle brachten. Am Ende des Dritten Mysore-Krieges wurde das Gebiet von Palakkad als Teil des Distrikts Malabar am 21. Mai 1800 in die Präsidentschaft Madras und somit in Britisch-Indien eingegliedert. Ein kleinerer Teil des heutigen Distriktgebiets um die Stadt Chittur gehörte als Exklave zum Fürstenstaat Cochin.
Nach der indischen Unabhängigkeit wurde 1956 im Zuge des States Reorganisation Act der neue Bundesstaat Kerala entlang der Sprachgrenzen des Malayalam aus dem Distrikt Malabar und der aus den Fürstenstaaten Cochin und Travancore hervorgegangenen Föderation Travancore-Cochin gebildet. Zum Jahresbeginn 1957 entstand der Distrikt Palakkad aus den südlichen Teilen des ehemaligen Distrikts Malabar. Am 6. Juni 1969 wurde ein Teil des Distriktgebiets dem neugegründeten Distrikt Malappuram zugeschlagen.

## Bevölkerung

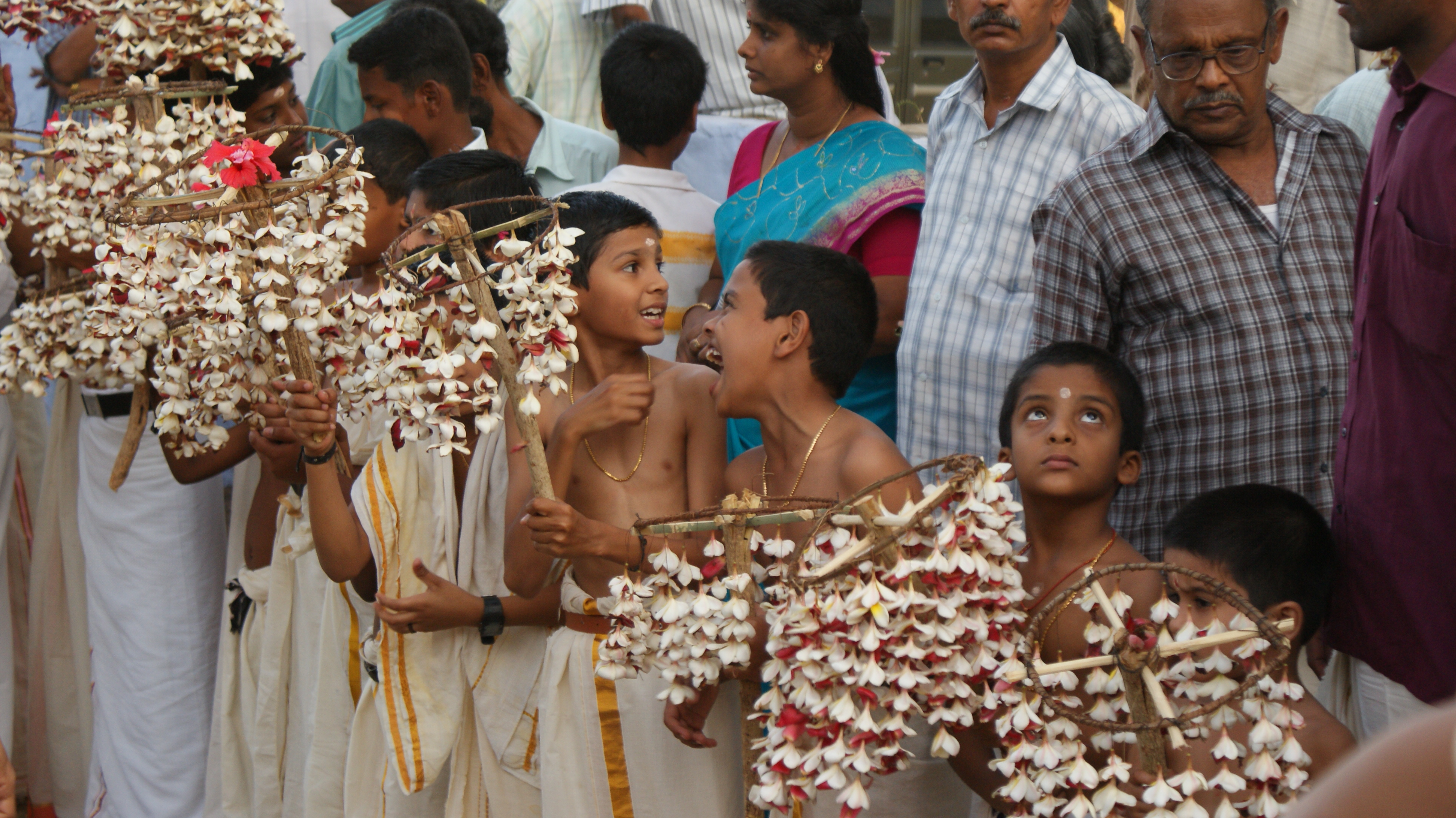
Teilnehmer eines Hindufestes in Vadavannur im Distrikt Palakkad

Bei der Volkszählung 2011 hatte der Distrikt Palakkad 2.809.934 Einwohner. Zwischen 2001 und 2011 wuchs die Einwohnerzahl um 7,4 Prozent und damit etwas schneller als im Mittel Keralas (4,9 Prozent). Die Bevölkerungsdichte betrug 627 Einwohnern pro Quadratkilometer und war damit niedriger als der Durchschnitt des dichtbesiedelten Bundesstaates Kerala (859 Einwohner pro Quadratkilometer). Nur 24,1 Prozent der Einwohner des Distrikts Palakkad lebten in Städten. Der Urbanisierungsgrad lag damit unter dem Mittelwert des Bundesstaates (47,7 Prozent). Mit einer Alphabetisierungsquote von 89,3 Prozent lag der Distrikt auf Platz 13 unter den 20 Distrikten Keralas, aber damit immer noch weit über dem gesamtindischen Durchschnitt.
68,9 Prozent der Einwohner des Distrikts Palakkad Hindus (Volkszählung 2001). Damit ist ihr Bevölkerungsanteil höher als in anderen Gegenden des konfessionell stark gemischten Bundesstaates. Daneben gibt es eine größere Zahl von Muslimen (26,9 Prozent) und eine kleinere christliche Minderheit (4,2 Prozent). Bedingt durch die engen Kontakte zum Nachbarbundesstaat Tamil Nadu wird im Distrikt Palakkad neben Malayalam, der Hauptsprache Keralas, auch Tamil gesprochen.

## Städte
| Stadt                  | Einwohner (2001) |
| ---------------------- | ---------------- |
| Chittur-Thathamangalam | 31.884           |
| Ottappalam             | 49.230           |
| Palakkad               | 130.736          |
| Puthunagaram           | 16.367           |
| Shoranur               | 42.022           |

## Kultur
In der Göttin Bhadrakali geweihten Hindutempeln in mehreren Dörfern des Palakkad-Distrikts wird im Frühjahr ein bis zu 21 Tage dauerndes Jahresfest (Puram) gefeiert, zu welchem das als religiöses Ritual aufgeführte Schattenspiel Tholpavakuthu gehört. Diese besondere Schattenspieltradition, die früher auch in anderen Regionen Keralas bekannt war, wird einzig im Palakkad-Distrikt und in einigen Dörfern der Umgebung aufrechterhalten. 

## Natur
Im Distrikt liegt in den Nilgiri-Bergen der Silent-Valley-Nationalpark.